# Народний артист Албанії
Народний артист (алб. Artist i Popullit; Artiste e Popullit) — почесне звання для видатних виконавців мистецтв Народної Соціалістичної Республіки Албанія, заслуги яких є винятковими у сфері розвитку виконавського мистецтва (театру, музики, кіно та мистецтва). Нагорода була створена 1960 році та змінена у 1980 році. З 1996 року більше не вручається в Албанії. Еквівалентом цієї нагороди став титулом «Великий майстер роботи», який у 2001 році був замінений на звання «Великий майстер».

## Історія створення
Нагорода була заснована 26 жовтня 1960 року. Почесне звання «Народний артист» було присвоєно співакам, композиторам, оркестровим керівникам, музикантам, керівникам сцени, танцюристам балету, акторам театру, кіно та опери, чиї роботи мали велику мистецьку цінність.
Спочатку одержувач отримував лише довідку від Президії Народних зборів.
Лише в середині 1960-х років була створена відзнака.

## Зовнішній вигляд
Нагрудний знак — кругла позолочена або латунна медаль діаметром 27 мм з білою емальованою основою з тонкими променями, на якій розміщена рубінаво-червона емальована смуга з написом ARTIST I POPULLIT, в центрі чорний емальований албанський двоглавий орел на яскраво-червоному колі від рубінової червоної зірки. Реверс рівний.

## Одержувачі
Серед лауреатів цієї нагороди багато відомих композиторів, танцюристів, співаків, режисерів та акторів кіно та театру. Зазвичай артист міг отримати це звання лише після 40 років. Виняток був зроблений для артистів балету.